# Luigi Raffin
Luigi Raffin (Gonars, Udine; 1 de junio de 1936 – Turate, 2 de abril de 2023) fue un futbolista y entrenador de fútbol italiano que jugó en la posición de delantero.

## Carrera

### Jugador
| Periodo   | Club                   | Apariciones | Goles |
| --------- | ---------------------- | ----------- | ----- |
| 1954-1955 | Juventus FC            | 3           | 1     |
| 1955–1956 | Calcio Lecco 1912      | 23          | 10    |
| 1956–1959 | ASD La Biellese        | 93          | 36    |
| 1959–1960 | AS Livorno Calcio      | 30          | 12    |
| 1960–1963 | Venezia FC             | 91          | 39    |
| 1963–1964 | Brescia Calcio         | 34          | 12    |
| 1964–1966 | Palermo FC             | 27          | 4     |
| 1966–1967 | US Juventina Palermo   | 21          | 6     |
| 1967–1969 | US Pro Vercelli Calcio | 17          | 4     |

### Entrenador
| Periodo   | Club            |
| --------- | --------------- |
| 1971-1972 | Mazara Calcio   |
| 1972-1973 | Potenza Calcio  |
| 1974-1975 | Alatri Calcio   |
| 1975-1976 | Sorrento Calcio |
| 1978-1979 | Sorrento Calcio |

## Logros
- Serie B (1): 1960-61